# Clavija plumbea
Clavija plumbea är en viveväxtart som beskrevs av B. Ståhl. Clavija plumbea ingår i släktet Clavija och familjen viveväxter. Inga underarter finns listade i Catalogue of Life.